# Отенбител
Отенбител (њем. Ottenbüttel) општина је у њемачкој савезној држави Шлезвиг-Холштајн. Једно је од 112 општинских средишта округа Штајнбург. Према процјени из 2010. у општини је живјело 748 становника. Посједује регионалну шифру (AGS) 1061083.

## Географски и демографски подаци
Отенбител се налази у савезној држави Шлезвиг-Холштајн у округу Штајнбург. Општина се налази на надморској висини од 16 метара. Површина општине износи 10,0 km². У самом мјесту је, према процјени из 2010. године, живјело 748 становника. Просјечна густина становништва износи 74 становника/km².